# Yago Martins
Yago de Castro Martins (Fortaleza, 1 de junho de 1992) é um teólogo, escritor, pastor batista, podcaster e youtuber brasileiro, sendo um dos principais expoentes do Novo Calvinismo no Brasil. É presidente do Instituto Schaeffer de Teologia e Cultura e dono do canal do YouTube Dois Dedos De Teologia, o maior canal de teologia reformada do Brasil. É membro da Mensa, a maior e mais antiga sociedade de alto QI do mundo, que congrega os 2% com os QIs mais elevados da população global.

## Formação acadêmica
Foi aluno de ciências contábeis na Universidade Federal do Ceará, mas largou o curso inconcluso para fazer a formação em Teologia Ministerial no Seminário e Instituto Bíblico Maranata (antigamente chamado de bacharelado livre, de natureza intra-corpus nas comunidades religiosas). Após o seminário, tornou-se bacharel em Teologia pela Faculdade Teológica Sul Americana (Londrina/PR) e mestre (Th.M.) em Teologia Sistemática pelo Instituto Aubrey Clark (Fortaleza/CE), onde foi aluno de renomados teólogos como Douglas Moo, Darrell Bock, John Feinberg e Michael Vlach. Também é pós-graduado em Neurociência e Psicologia Aplicada pela Universidade Presbiteriana Mackenzie (São Paulo/SP) e formado na primeira turma de pós-graduação em Escola Austríaca de Economia do Centro Universitário Ítalo-Brasileiro (São Paulo/SP), onde foi orientado pelo Dr. Martim Vasques da Cunha de Eça e Almeida, tendo também estudado com vários personagens relacionados ao início do governo de Jair Bolsonaro, como Eduardo Bolsonaro, filho do ex-presidente. Em 2024, foi visiting fellow no Center for Social Flourishing da Acton Institute, no Michigan, onde morou por 6 meses. Atualmente, é doutorando em Teologia Pública pelo Richard John Mouw Institute of Faith and Public Life do Fuller Theological Seminary.

## Premiações e homenagens
Em 2017, seu artigo Escatologia e Utopia: as origens religiosas da esperança socialista recebeu o Prêmio Gabriel Oliva como melhor artigo na categoria Ciência Política na 5° edição da Conferência de Escola Austríaca no Brasil, recebido das mãos de Bruno Garschagen.
Em 2018, foi homenageado pela Câmara Municipal de Fortaleza pelo seu protagonismo na luta pela liberdade religiosa.
Em 2019, recebeu magna cum laude em seu Sacrae Theologiae Magister em Teologia Sistemática do Instituto Aubrey Clark.

## Histórico religioso e ministerial
Em entrevista a Luciano Potter, Yago Martins narra que encontrou a Deus quando era um adolescente com medo da morte, o que o fez questionar como a vida poderia ser vivida diante da inevitabilidade da morte. A partir desse ponto de inflexão, ela começou a ponderar sobre a justificativa da existência. Tal reflexão o levou a considerar a existência de algo além da realidade imediata, envolvendo não apenas um esforço intelectual, mas uma busca emocional e volitiva para encontrar um propósito maior. O pressuposto que guiou essa busca foi a crença de que a vida precisava ter uma razão mais significativa do que interesses individuais. Foi nesse contexto, em 2006, com 14 anos, que Martins encontrou no cristianismo uma estrutura que oferecia sentido e justificava sua própria existência.
Foi entre 2010 e 2011 que como um jovem evangélico, com cerca de vinte anos de idade, que Martins adere a fé reformada, e tão logo inicia trabalhos de produção, tradução e divulgação de conteúdo calvinista, principalmente por meio da Internet, de início participando da equipe do Voltemos ao Evangelho. Em 2012 ele ingressa no seminário de Teologia, formando-se em 2016. Em 2014, Yago iniciou seu canal Dois Dedos de Teologia no YouTube, apresentando conteúdos calvinistas e tratando de variados temas sob sua ótica, frequentemente mostrando a literatura que embasa suas falas.
Ainda em 2013, ele foi considerado um dos 20 cristãos mais influentes da internet brasileira, mas foi após a publicação de A Máfia dos Mendigos, em 2019, que Martins começou a participar da grande mídia para discutir questões relacionadas a pobreza, desabrigo e outros temas de cunho religioso. Em 2020, a Comunhão, revista evangélica de maior circulação do país, publicou: "Aos 27 anos ele virou um fenômeno na internet, [...] levando milhões de pessoas a refletirem sobre assuntos atuais". Em 2021, o rockstar português Tiago Cavaco o descreveu na obra Arame farpado no paraíso como "um justo fenômeno público teológico".

## A Máfia dos Mendigos
| “ | Os moradores de rua não são seres que sempre experimentaram circunstâncias extremas e que, por isso, se exilaram: eles já foram o que nós somos hoje; o que falta, muitas vezes, é encontrar quem verdadeiramente os note. | ” |

Martins passou um ano como morador de rua para compreender as razões que explicariam a falta de sucesso das obras sociais realizadas por sua própria igreja junto aos sem-teto, com isso, escreveu "A Máfia dos Mendigos: Como a caridade aumenta a miséria". Para Martins, há muitos grupos de voluntários que vão entregar doações e comida para as pessoas em situação de rua e, o que deveria ser um ato de bondade, acaba se transformando em comodismo, em entrevista à Jovem Pan, diz que "Algumas pessoas que estão na rua estão lá porque existe uma cultura de caridade irrestrita e impessoal. Se não estivermos envolvidos com trabalho com morador de rua ou ações de caridade, talvez a gente não veja isso e, dependendo do modo como interpretamos a vida, a gente nem acredite".

A tese central de A Máfia dos Mendigos é que uma comunidade de "parasitas da miséria" tem se aproveitado da caridade irrestrita e impessoal que, para o autor, inunda as ruas das grandes cidades do pais, prejudicando aqueles que realmente dependem de ajudas emergenciais. No capítulo "Parasitas da miséria: como ONGs e igrejas têm criado novos mendigos", Martins escreve: 

Não poucos trabalhos sobre mendigos os descrevem como homens que se encontram no limite da sobrevivência e dignidade humanas, mas os que dormem na rua não são exatamente miseráveis, pelo menos não no sentido absoluto de miséria. Sua miséria é relativa. São pobres em comparação com a riqueza de quem imediatamente os rodeia. No entanto, considerando as possibilidades reais de miséria que se manifestaram ao longo da história da humanidade e que podem ser encontradas em vários países subdesenvolvidos da Ásia ou da África hoje, não existe miséria real na vida do mendigo comum das grandes cidades de países economicamente mais prósperos. 
Para o autor, o processo de transformação dos homens em situação de rua se dá pelo engajamento pessoal em devolver dignidade: "Se queremos convencer um homem a sair da rua, precisamos ser instrumentos em um esforço de longo prazo para fazê-lo recuperar seu senso de dignidade". Crítico das esmolas desengajadas, Martins defende que pedintes sejam ajudados principalmente com envolvimento, na construção de comunidades terapêuticas: "Interpretar os chamados à esmola como chamados ao envolvimento. Estabelecer contatos humanos sérios, olho no olho, e pegar pelas mãos aqueles que não estão conseguindo andar. A esmola não é necessariamente a postura mais cristã a se tomar diante do miserável: a cura milagrosa — das formas mais rotineiras que milagres acontecem nos corações —, sim."

O livro gerou alguns comentários na grande mídia. No artigo "Quem são os evangélicos calvinistas que avançam silenciosamente no governo Bolsonaro", publicado no The Intercept, o teólogo e ativista Ronilso Pacheco levanta críticas ao livro Máfia dos Mendigos: 
Não por acaso um dos livros de maior repercussão endossado por esse núcleo calvinista é “A máfia dos mendigos: como a caridade aumenta a miséria” do pastor e teólogo-youtuber Yago Martins. [...] o livro de Yago conta a história de um pastor que se finge de mendigo ao longo de um ano para dar “comprovação empírica” a sua crítica àquilo que parece ser uma das mais caras ações do cristianismo: a prática da solidariedade na caridade. Um livro que, em vez de mirar na estrutura que gera miseráveis, mira nas experiências individuais dos que “recorrem” à caridade sem talvez precisar delas.
Acerca da tese central da obra, de que existem mendigos profissionais que se aproveitam da caridade impessoal, Luciano Trigo, no G1, comenta:
Trata-se de uma tese preocupante e, até certo ponto, convincente, diante do que vemos nas ruas, mas que aparece em “A máfia dos mendigos” mais como premissa que como consequência da pesquisa de campo empreendida pelo autor. Apesar dos méritos do livro, Yago peca pela falta de fundamentação concreta: no mais das vezes, ele constrói uma narrativa que fica na reiteração de suas convicções, sem demonstrar com dados objetivos a sua validade.
Após a publicação do livro, Yago falou ao Grupo de Informação e Consciência Humana (GICH) do Laboratório de Inclusão da Secretaria da Proteção Social (SPS) de sua cidade, Fortaleza, e foi convidado como visiting fellow no Center for Social Flourishing da Acton Institute, no Michigan, onde morou por 6 meses durante 2024 para pesquisar a vida da população de rua dos Estados Unidos.
Além disto, um projeto de lei baseado no livro foi protocolado por Márcio Colombo (PSDB) aprovado em Santo André/SP. O projeto de Lei foi suspenso por uma Ação Direta de Inconstitucionalidade, mas em 21/08/2024 a ADI foi julgada, o projeto foi considerado constitucional e se tornou lei vigente. Com a lei, a administração pública municipal passa a exigir que empresas vencedoras de licitações tenham um pequeno percentual dos trabalhadores oriundos da situação de rua (caso não supram as vagas, então pessoas desempregadas há mais de 3 anos). O priojeto foi uma forma das empresas que estão recebendo dinheiro do Estado contribuírem para a reinserção da população de rua no mercado de trabalho.

## Sermões
Como pregador, Yago Martins tem como características do seu estilo homilético:
- Estrutura Expositiva: Yago Martins adota a estrutura do sermão expositivo, que se baseia na apresentação e aplicação de um texto bíblico. Esse tipo de sermão visa apresentar verdades bíblicas de forma clara e transformadora, incentivando os ouvintes a aplicarem esses ensinamentos em suas vidas.
- Intertextualidade: Seus sermões contêm numerosas referências intertextuais, especialmente com textos bíblicos, mas também com outros sermões e contextos históricos. Martins frequentemente faz alusões a passagens bíblicas específicas para fundamentar seus pontos de vista sobre o sofrimento e a perseverança."[...] é perceptível a maneira como os sermões [de Yago Martins] abordam o tema do sofrimento por meio do recurso da intertextualidade, seja na utilização do próprio texto bíblico, que fundamenta o seu discurso, seja no relato de situações contextuais, exemplificando-o com elementos externos ao âmbito sagrado, seja na retomada da mensagem sobre o sofrimento presente em outros sermões, possibilitando a observação de outros textos em contextos pandêmicos semelhantes que, sendo inseridos no corpo textual dos sermões em análise, acabam por auxiliar na reafirmação do seu próprio discurso."[41]

- Uso extensivo de metáforas e comparações: Yago Martins utiliza metáforas e comparações para comunicar suas mensagens de forma mais impactante e acessível ao público. Por exemplo, ele compara elementos da vida espiritual com elementos terrenos."Os [...] sermões revelam, assim, a abordagem de elementos metafóricos que retratam o sofrimento cotidiano geral [...]. Eles exemplificam a narrativa proferida com situações muito próximas ao leitor, facilitando a sua recepção acerca do discurso do texto, proporcionando identificação [...]."[41]

- Contextualização: Seus sermões abordam temas contemporâneos e contextuais, para tornar a mensagem mais relevante para os ouvintes. Martins relaciona o sofrimento a conceitos bíblicos de perseverança e propósito divino, o que ajuda a contextualizar a experiência atual dentro de uma perspectiva espiritual mais ampla.
- Didática e praticidade: Seus sermões são didáticos e práticos, com uma linguagem acessível que busca educar e confortar ao mesmo tempo. Ele utiliza exemplos cotidianos e situações comuns para explicar conceitos espirituais complexos, tornando suas pregações mais compreensíveis e aplicáveis.
- Influência de outros pregadores: Martins incorpora e faz referências a trabalhos de outros pregadores famosos, como J.C. Ryle e Charles Spurgeon, para fortalecer suas mensagens. Ele cita sermões históricos, associando esses contextos às situações atuais para ilustrar a continuidade e a relevância das lições bíblicas.[41]